# Aprivesa
Aprivesa är ett släkte av insekter. Aprivesa ingår i familjen Ricaniidae.
Kladogram enligt Catalogue of Life:
| Aprivesa | \| \| Aprivesa exuta \| \| \| \| \| \| Aprivesa varipennis \| \| \| \| |
|          | \| \| Aprivesa exuta \| \| \| \| \| \| Aprivesa varipennis \| \| \| \| |
|          | Aprivesa exuta                                                         |
|          |                                                                        |
|          | Aprivesa varipennis                                                    |
|          |                                                                        |